# Bataille de Riade

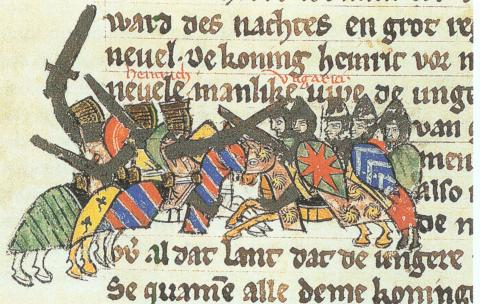
Combats d'Henri Ier contre les Magyars, miniature de la ', vers 1270.

La bataille de Riade ou bataille de Merseburg a eu lieu le 15 mars 933 entre les troupes de Francie orientale commandées par le roi Henri Ier et les Magyars dans un endroit non identifié du nord de la Thuringe, le long de la rivière Unstrut. Elle a été causée par la décision prise par Henri Ier en 932 au Synode d'Erfurt (en) de cesser de payer un tribut annuel aux Magyars. Elle s'est conclue par une victoire allemande.

## Prélude
Les Magyars (Hongrois), nomades qui servaient comme mercenaires sous l'empereur Arnulf, commencent leurs raids dans le royaume d'Italie et en Francie orientale après la mort de l'empereur en 899. En 906, ils défont la Grande Moravie et, un an plus tard, anéantissent une armée bavaroise dirigée par le margrave Luitpold lors de la bataille de Presbourg. 
En 924, une armée magyare envahit le duché allemand de Saxe, vainc le roi Henri Ier, mais un prince de la dynastie Árpád - probablement Zoltán - est capturé près de Werlaburgdorf, ce qui permet à Henri d'ouvrir les négociations. Une trêve de neuf ans au cours de laquelle un tribut annuel doit être versé par les Allemands est déclarée en 926 . Pendant la trêve, Henri réorganise les défenses de son duché saxon et soumet les Slaves de Polabia à l'est. Lors d'une assemblée de 926, il obtient la construction de nouveaux châteaux et l'autorisation d'une nouvelle forme de service de garnison : les soldats sont répartis en groupes de neuf agrariomilites (fermiers-soldats), dont l'un assure la garde, tandis que les huit autres travaillent dans les champs.  En temps d'invasion, tous les neuf peuvent défendre les châteaux. 

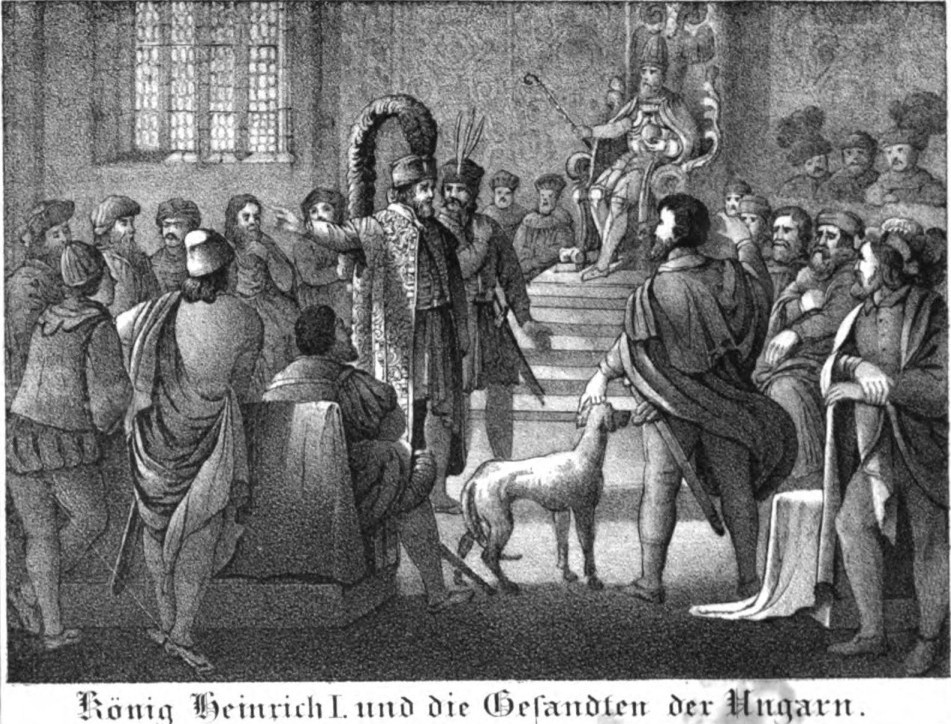
Le roi Henri et les émissaires hongrois (illustration du XIXe siècle).

Lorsqu'il considère que les réformes nécessaires ont été réalisées, Henri obtint le soutien de l’église et refuse de payer tribut en 932. Il aurait jeté un chien mort aux négociateurs magyars, signifiant ainsi une déclaration de guerre. 

## Bataille
En prévision de la campagne, Henri avait levé des contingents montés de toutes les régions et de tous les duchés ethniques du royaume d'Allemagne, bien que seul le chroniqueur français Flodoard de Reims note une présence bavaroise,. Le contingent thuringien, bien que probablement monté, a été décrit comme inermes ou non armé (bien que probablement juste mal armé) par le chroniqueur contemporain Widukind de Corvey. Ses cavaliers saxons sont décrits comme des guerriers armés (miles armatus), mais « il ne pouvait pas faire confiance à ses cavaliers, car ils manquaient d'entraînement et tous n'étaient pas assez bien équipés ».

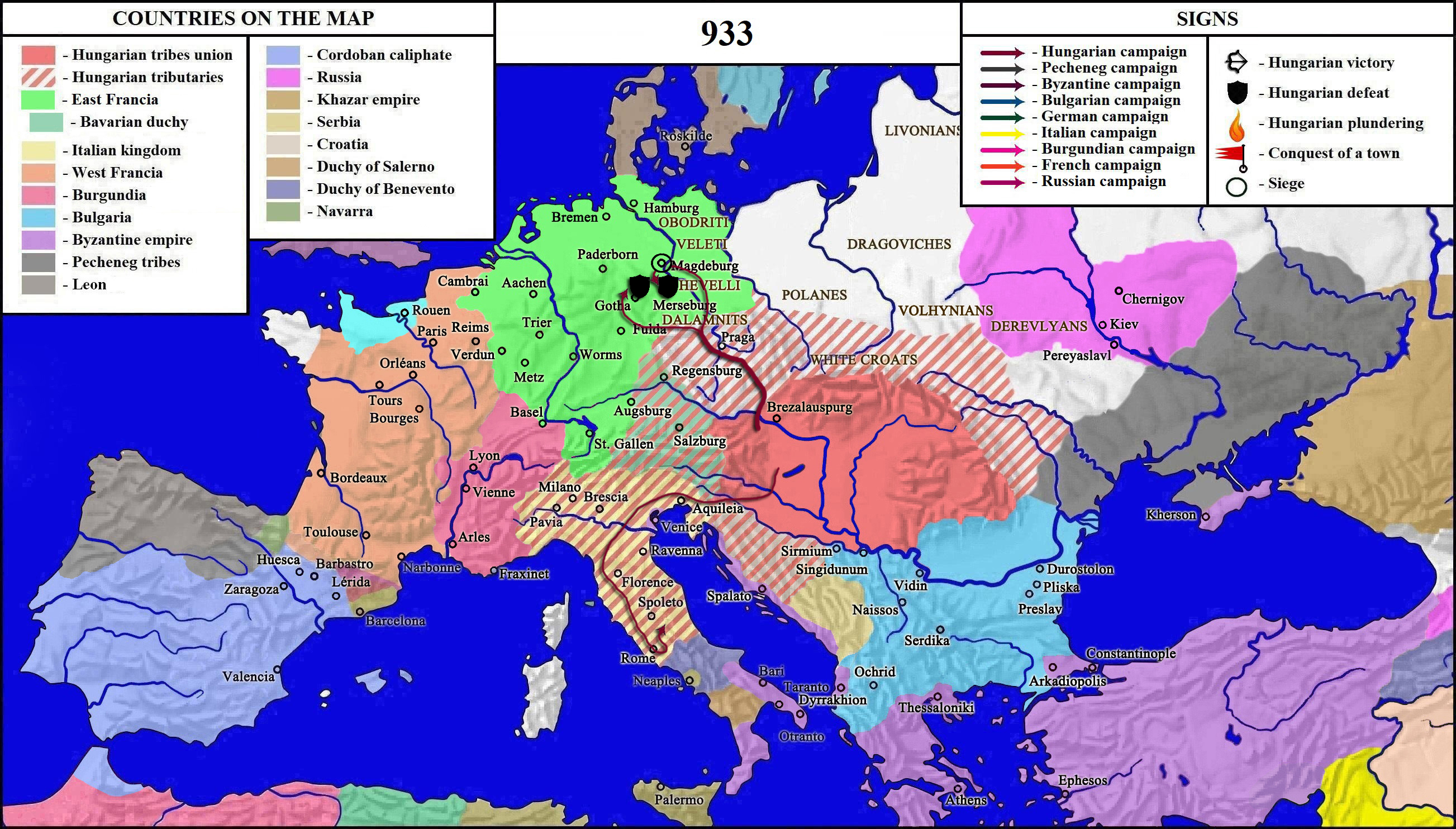
Les campagnes hongroises de 933 contre le royaume allemand et la bataille de Riade/Merseburg.

Les Magyars avaient assiégé une ville inconnue mais avaient tenté de se retirer dans la nuit parce qu'Henri et son armée avaient campé dans le voisinage, à Riade. Henri envoya un petit contingent de soldats avec quelques cavaliers afin de dissimuler les mouvements du gros de ses troupes. Le roi avait appris des batailles précédentes qu'il fallait craindre la rapidité de la cavalerie légère magyare et de leurs archers. Il leur oppose d'abord des combattants à armure légère, puis lance une charge de cavalerie lourde. Selon Widukind de Corvey, les forces magyares se sont rapidement enfuies devant la cavalerie lourde, et les troupes allemandes victorieuses ont proclamé Henri empereur sur le champ de bataille.
Le lieu exact de la bataille est inconnu et plusieurs municipalités d’Allemagne centrale prétendent être le lieu du combat, notamment Kalbsrieth avec son quartier de Ritteburg, au confluent de l'Unstrut et la Helme, ou Hunnenfeld, près de Riethgen. Cependant le lieu de Riade donné par Widukind désigne le camp militaire du roi Henri, qui n'est probablement pas le lieu exact de la bataille.

## Conséquences
Du vivant d'Henri, les Magyars ne tentent pas de nouveau raid sur la Francie orientale. En 954, ils envahissent à nouveau l'Allemagne lors d'une rébellion initiée par le duc Liudolf de Souabe et sont finalement vaincus par le fils et successeur d'Henri, le roi Otton I, lors de la bataille de Lechfeld. 

## Sources
- (en) John W. Bernhardt, Itinerant Kingship and Royal Monasteries in Early Medieval Germany, c. 936–1075, Cambridge, Cambridge University Press, 1993
- (en) Leyser, « Henry I and the Beginnings of the Saxon Empire », The English Historical Review, vol. 83, no 326,‎ 1968, p. 5–6 (DOI 10.1093/ehr/lxxxiii.cccxxvi.1, JSTOR 561761)
- (en) Timothy Reuter, Germany in the Early Middle Ages 800–1056, New York, Longman, 1991
- (en) Antonio Santosuosso, Barbarians, Marauders, and Infidels: The Ways of Medieval Warfare, New York, MJF Books, 2004, 344 p. (ISBN 9780813391533)